# ستيف ستانتون
ستيف ستانتون هو كاتب خيال علمي كندي، ولد في 5 أبريل 1956 في برامبتون في كندا.